# Qassar
Qassar (o Qasar) fou un dels germans biologics de Genguis Kan. Segons el Jami al-Tawarikh de Rashid al-Din el seu nom de naixement fou Jöchi i va agafar el malnom de Qassar o Khabutu Qasar (Qassar l'Arquer) per la seva valentia i per ser habilidos amb l'arc.
Tedmujin (Genguis Kan), la seva mare Oelun, i els seus germans sobrevivien de la cacera i pesca; un dia un dels germanastres, Bekter, li va arrabassar a Temudjin un ocell i un peix, i immediatament fou mort per Temudjin amb l'ajut de son germà Qassar, a cops de fletxa.
Vers el 1200 va acabar una campanya al servei de Wang Khan dels kerait, amb una gran victòria sobre els naiman.
La tardor del 1202, en la campanya de Genguis Kan contra els kereit, el gran kan el va enviar a Wang khan per demanar un tractat que en realitat ja no volia, només pretenia mantenir-lo confiat. Mentre Wang khan enviava a Genguis sang de bou (que servia per al jurament de lleialtat) el kan mongol feia una marxa secreta pel darrere i sorprenia als kerait a la muntanya Djedje'er undur entre les fonts del riu Tula i del Kerulen.
Després de la proclamació com a emperador el 1206, el xaman Koktchu, fill del padrastre de Gengis Khan, va conspirar per dirigir l'imperi, i va provar de desfer-se de Qassar, del que va anunciar al kan que, si no se separava d'ell, estava en perill; Genguis el va empresonar i el va privar d'honors, però li foren restituïts per intercessió de la reina mare Oelun-eke.
El 1213 Genguis Kan va fer campanya contra el regne dels jurchen (dinastia Jin) i Qassar va manar el tercer cos d'exèrcit, junt amb el seu germà petit Temugé Otchigin; van marxar pel golf de Petchili, cap a terres de Yong-p'ing i Leao-si
El seu ulus fou a l'orient, a l'oest de les muntanyes Khingan rodejat pel riu Argun (Ergüne) i el Khayilar, i la muntanya Külün. Després de la conquesta de la Xina els seus dos fills van obtenir territoris addicionals a Shandong i Jiangxi respectivament.